# Loupiac-de-la-Réole
Loupiac-de-la-Réole (Lopiac de la Rèula en gascon) est une commune du Sud-Ouest de la France, située dans le département de la Gironde (région Nouvelle-Aquitaine).
Ses habitants sont appelés les Loupiacais.

## Géographie

### Localisation
La commune est située à 64 km au sud-est de Bordeaux, chef-lieu du département, à 18 km à l'est de Langon, chef-lieu d'arrondissement et à 5,5 km au sud de La Réole, ancien chef-lieu de canton.
Le canal latéral à la Garonne traverse la partie nord du territoire communal au lieu-dit Tourette.

### Communes limitrophes
Les communes limitrophes en sont Fontet à l'est, Noaillac au sud-sud-est sur à peine un km, Aillas au sud sur à peine un km également, Puybarban au sud-sud-ouest sur moins d'un km et Blaignac à l'ouest.
|          |                           |        |
| Blaignac | Loupiac-de-la-Réole       | Fontet |
|          | Puybarban Noaillac Aillas |        |

### Climat
Pour des articles plus généraux, voir Climat de la Nouvelle-Aquitaine et Climat de la Gironde.
Historiquement, la commune est exposée à un climat océanique aquitain.  
En 2020, Météo-France publie une typologie des climats de la France métropolitaine dans laquelle la commune est exposée à un climat océanique et est dans la région climatique  Aquitaine, Gascogne, caractérisée par une pluviométrie abondante au printemps, modérée en automne, un faible ensoleillement au printemps, un été chaud (19,5 °C), des vents faibles, des brouillards fréquents en automne et en hiver et des orages fréquents en été (15 à 20 jours).
Pour la période 1971-2000, la température annuelle moyenne est de 13,5 °C, avec une amplitude thermique annuelle de 15,5 °C. Le cumul annuel moyen de précipitations est de 798 mm, avec 10,8 jours de précipitations en janvier et 6,6 jours en juillet. Pour la période 1991-2020, la température moyenne annuelle observée sur la station météorologique la plus proche, située sur la commune de Cazats à 15 km à vol d'oiseau, est de 13,7 °C et le cumul annuel moyen de précipitations est de 825,5 mm,. Pour l'avenir, les paramètres climatiques de la commune estimés pour 2050 selon différents scénarios d'émission de gaz à effet de serre sont consultables sur un site dédié publié par Météo-France en novembre 2022.

## Urbanisme

### Typologie
Au 1er janvier 2024, Loupiac-de-la-Réole est catégorisée commune rurale à habitat dispersé, selon la nouvelle grille communale de densité à sept niveaux définie par l'Insee en 2022.
Elle est située hors unité urbaine. Par ailleurs la commune fait partie de l'aire d'attraction de La Réole, dont elle est une commune de la couronne,. Cette aire, qui regroupe 20 communes, est catégorisée dans les aires de moins de 50 000 habitants,.

### Occupation des sols

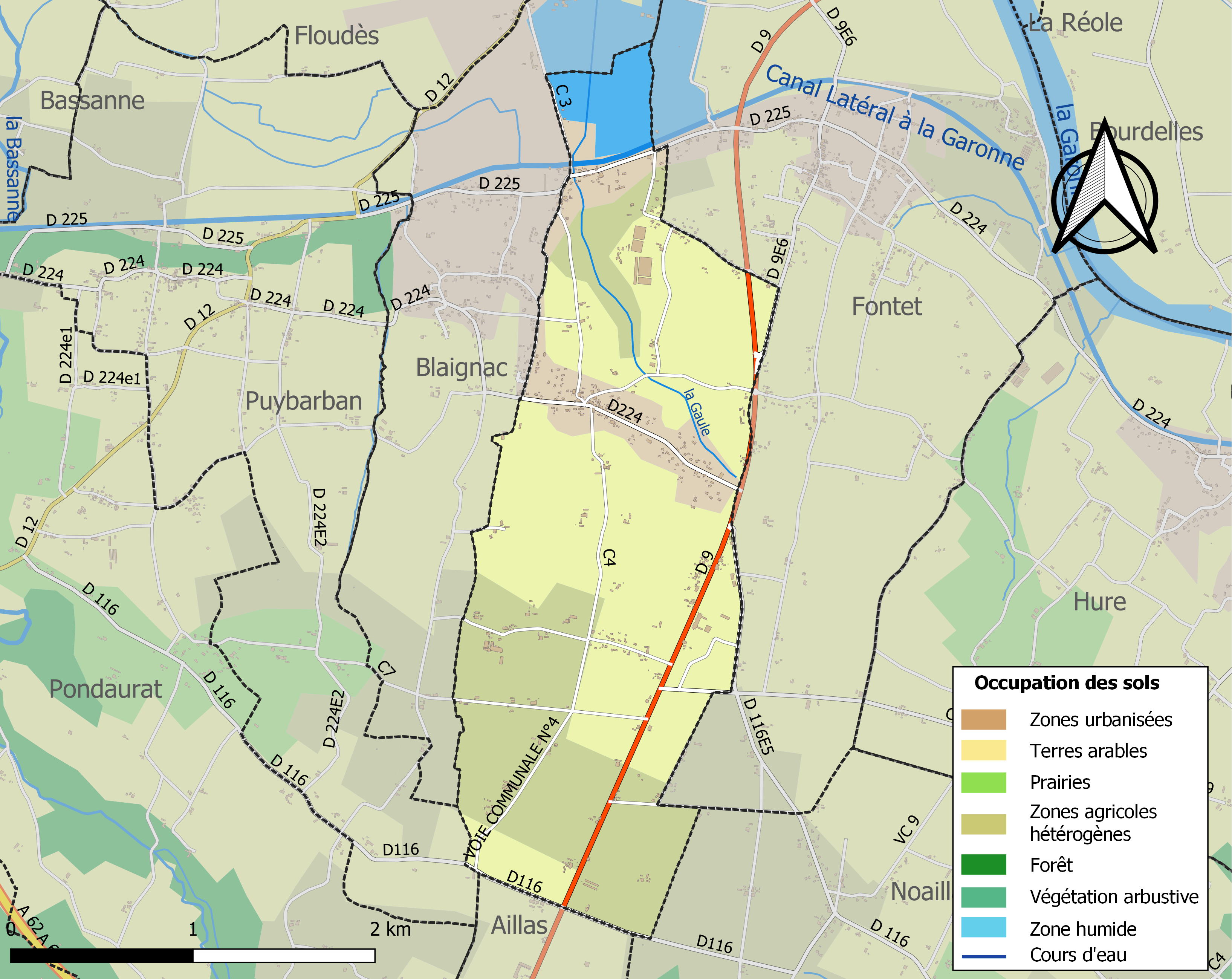
Carte des infrastructures et de l'occupation des sols de la commune en 2018 (CLC).

L'occupation des sols de la commune, telle qu'elle ressort de la base de données européenne d’occupation biophysique des sols Corine Land Cover (CLC), est marquée par l'importance des territoires agricoles (85,1 % en 2018), en diminution par rapport à 1990 (100 %). La répartition détaillée en 2018 est la suivante : 
terres arables (54 %), zones agricoles hétérogènes (31,1 %), zones urbanisées (9,6 %), eaux continentales (4,6 %), mines, décharges et chantiers (0,7 %). L'évolution de l’occupation des sols de la commune et de ses infrastructures peut être observée sur les différentes représentations cartographiques du territoire : la carte de Cassini (XVIIIe siècle), la carte d'état-major (1820-1866) et les cartes ou photos aériennes de l'IGN pour la période actuelle (1950 à aujourd'hui).

### Voies de communication et transports
Le bourg est traversé par la route départementale D 224 qui conduit, à l'ouest, à Blaignac et, au-delà, dans la direction de Langon et qui rejoint, à l'est, la route départementale D 9/D 224 qui traverse l'ouest du territoire communal et mène en direction de La Réole vers le nord et à l'autoroute A62 et Aillas vers le sud.
L'accès  04 La Réole à l'autoroute A62 (Bordeaux-Toulouse) se situe à 4,5 km vers le sud.

L'accès  Bazas à l'autoroute A65 (Langon-Pau) se situe à 24 km vers le sud-ouest.
La gare SNCF la plus proche est celle de La Réole, à 5 km vers le nord, sur la ligne Bordeaux - Sète du TER Nouvelle-Aquitaine.

### Risques majeurs
Le territoire de la commune de Loupiac-de-la-Réole est vulnérable à différents aléas naturels : météorologiques (tempête, orage, neige, grand froid, canicule ou sécheresse), inondations et séisme (sismicité très faible). Un site publié par le BRGM permet d'évaluer simplement et rapidement les risques d'un bien localisé soit par son adresse soit par le numéro de sa parcelle.
Certaines parties du territoire communal sont susceptibles d’être affectées par le risque d’inondation par débordement de cours d'eau, notamment le canal Latéral à la Garonne. La commune a été reconnue en état de catastrophe naturelle au titre des dommages causés par les inondations et coulées de boue survenues en 1982, 1990, 1992, 1999, 2009 et 2021,.

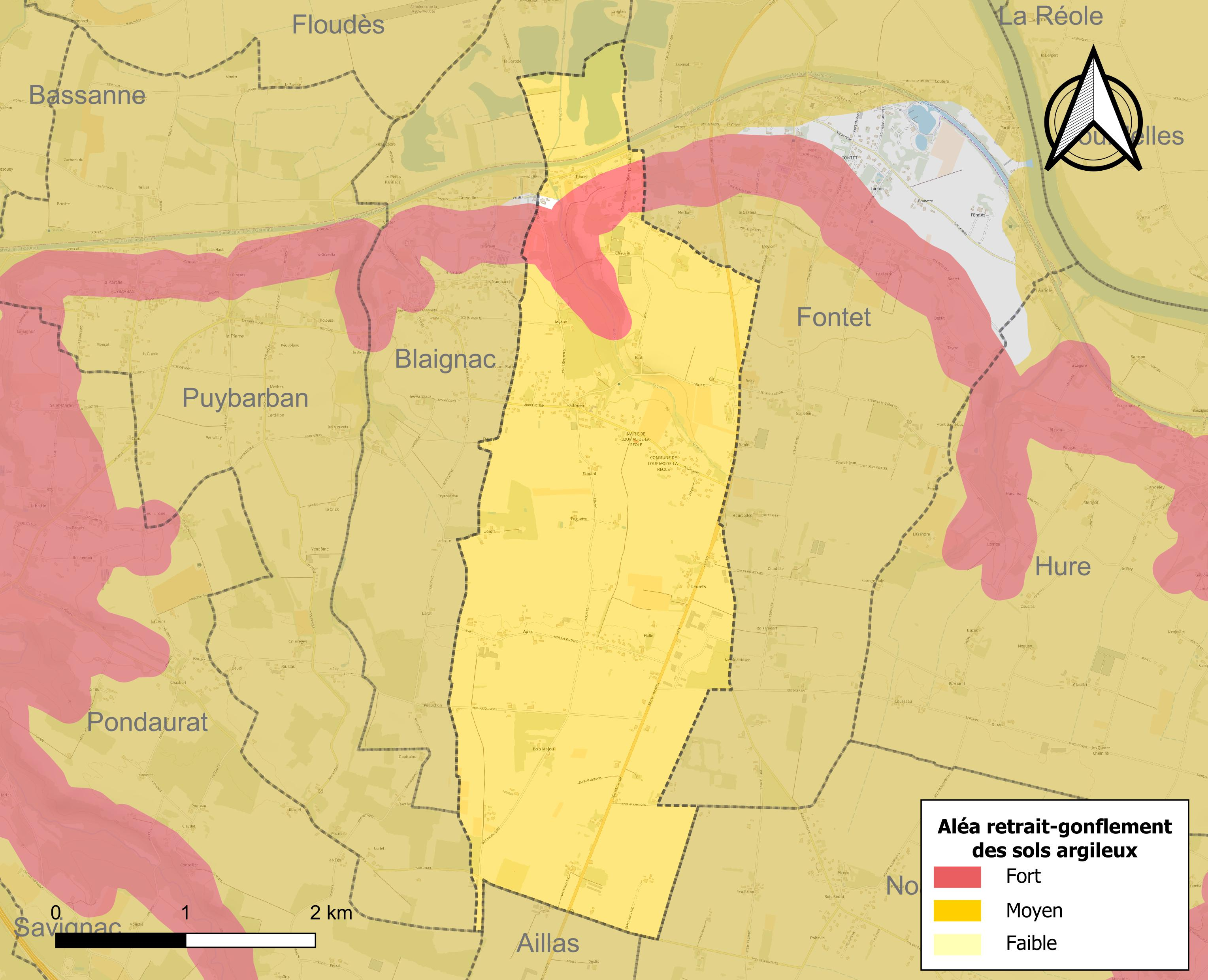
Carte des zones d'aléa retrait-gonflement des sols argileux de Loupiac-de-la-Réole.

Le retrait-gonflement des sols argileux est susceptible d'engendrer des dommages importants aux bâtiments en cas d’alternance de périodes de sécheresse et de pluie. 99,9 % de la superficie communale est en aléa moyen ou fort (67,4 % au niveau départemental et 48,5 % au niveau national). Sur les 206 bâtiments dénombrés sur la commune en 2019, 204 sont en aléa moyen ou fort, soit 99 %, à comparer aux 84 % au niveau départemental et 54 % au niveau national. Une cartographie de l'exposition du territoire national au retrait gonflement des sols argileux est disponible sur le site du BRGM,.
Par ailleurs, afin de mieux appréhender le risque d’affaissement de terrain, l'inventaire national des cavités souterraines permet de localiser celles situées sur la commune.
Concernant les mouvements de terrains, la commune a été reconnue en état de catastrophe naturelle au titre des dommages causés par la sécheresse en 2015 et par des mouvements de terrain en 1999.

## Histoire
À la Révolution, la paroisse Sainte-Croix de Loupiac-de-Blaignac forme la commune de Loupiac. Le 15 mai 1816, la commune de Loupiac devient Loupiac-de-Blaignac, puis, le 4 mai 1896, Loupiac-de-La-Réole.

## Politique et administration
| Période                                  | Période  | Identité        | Étiquette | Qualité  |
| ---------------------------------------- | -------- | --------------- | --------- | -------- |
| 1947                                     | 1982     | Jean Berges     |           |          |
| 1983                                     | 1997     | Paul Cabannes   |           |          |
| 1997                                     | 2020     | Michel Latrille |           | Retraité |
| 2020                                     | En cours | Emmanuel Gil    |           | Retraité |
| Les données manquantes sont à compléter. |          |                 |           |          |

### Communauté de communes
Le 1er janvier 2014, la Communauté de communes du Réolais ayant été supprimée, la commune de Loupiac-de-La-Réole s'est retrouvée intégrée à la Communauté de communes du Réolais en Sud Gironde siégeant à La Réole.

## Démographie
L'évolution du nombre d'habitants est connue à travers les recensements de la population effectués dans la commune depuis 1793. Pour les communes de moins de 10 000 habitants, une enquête de recensement portant sur toute la population est réalisée tous les cinq ans, les populations de référence des années intermédiaires étant quant à elles estimées par interpolation ou extrapolation. Pour la commune, le premier recensement exhaustif entrant dans le cadre du nouveau dispositif a été réalisé en 2004.

En 2022, la commune comptait 545 habitants, en évolution de +11,22 % par rapport à 2016 (Gironde : +6,91 %, France hors Mayotte : +2,11 %).
| 1793 | 1800 | 1806 | 1821 | 1831 | 1836 | 1841 | 1846 | 1851 |
| ---- | ---- | ---- | ---- | ---- | ---- | ---- | ---- | ---- |
| 310  | 290  | 332  | 342  | 326  | 285  | 299  | 345  | 372  |

| 1856 | 1861 | 1866 | 1872 | 1876 | 1881 | 1886 | 1891 | 1896 |
| ---- | ---- | ---- | ---- | ---- | ---- | ---- | ---- | ---- |
| 380  | 390  | 390  | 416  | 386  | 374  | 350  | 360  | 375  |

| 1901 | 1906 | 1911 | 1921 | 1926 | 1931 | 1936 | 1946 | 1954 |
| ---- | ---- | ---- | ---- | ---- | ---- | ---- | ---- | ---- |
| 381  | 365  | 368  | 344  | 356  | 348  | 374  | 355  | 366  |

| 1962 | 1968 | 1975 | 1982 | 1990 | 1999 | 2004 | 2006 | 2009 |
| ---- | ---- | ---- | ---- | ---- | ---- | ---- | ---- | ---- |
| 375  | 323  | 293  | 280  | 319  | 333  | 410  | 430  | 452  |

| 2014 | 2019 | 2022 | - | - | - | - | - | - |
| ---- | ---- | ---- | - | - | - | - | - | - |
| 489  | 510  | 545  | - | - | - | - | - | - |

## Lieux et monuments
- L'église Sainte-Croix construite, à l'origine, au XVIe siècle possède une porte gothique datant de cette époque et pour laquelle elle a été inscrite monument historique en 1925[25].
- L'église abrite une cloche en bronze de 1731, classée au titre objet en 1942[26].

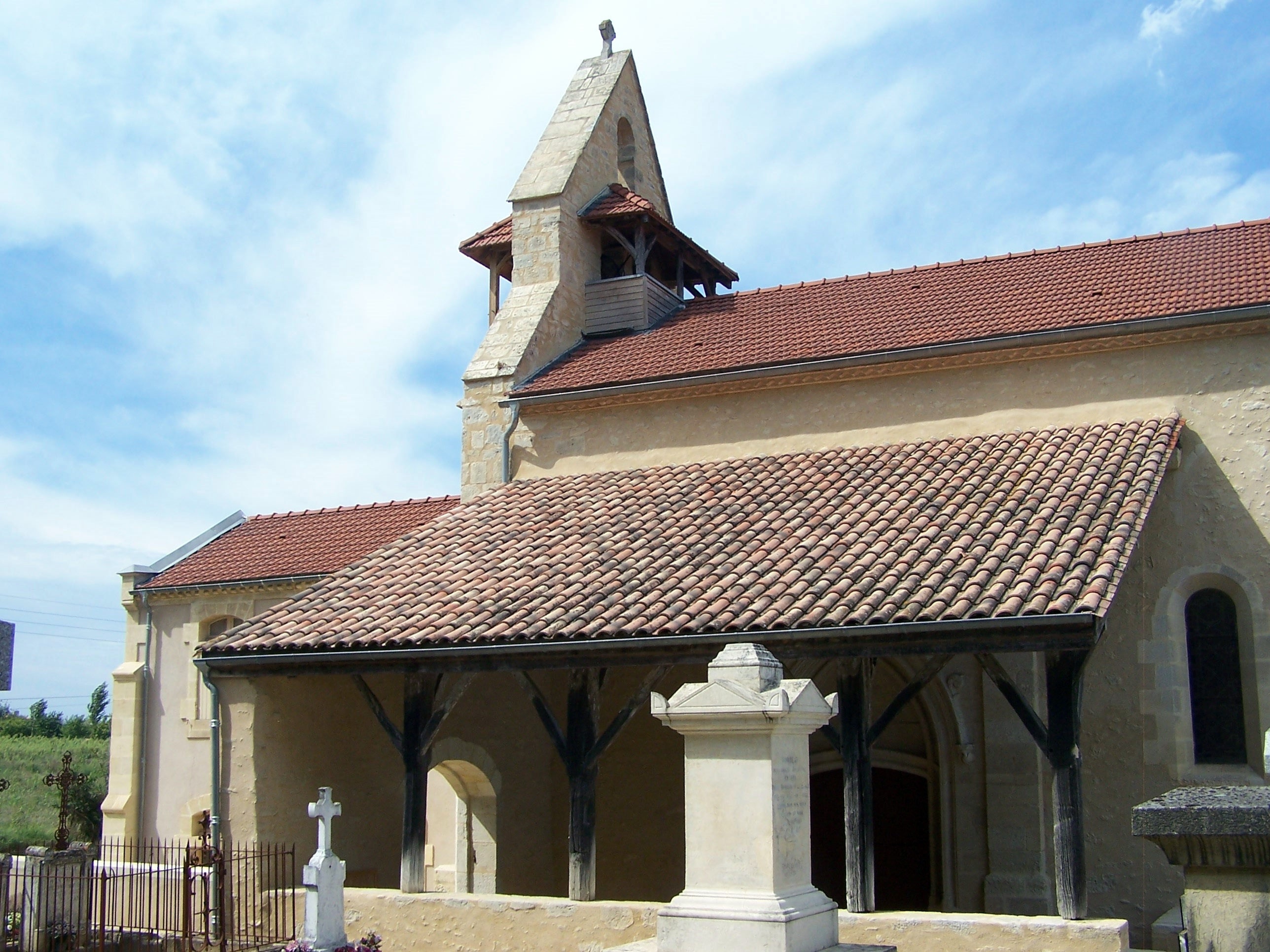
Vue latérale de l'église Sainte-Croix (août 2010)
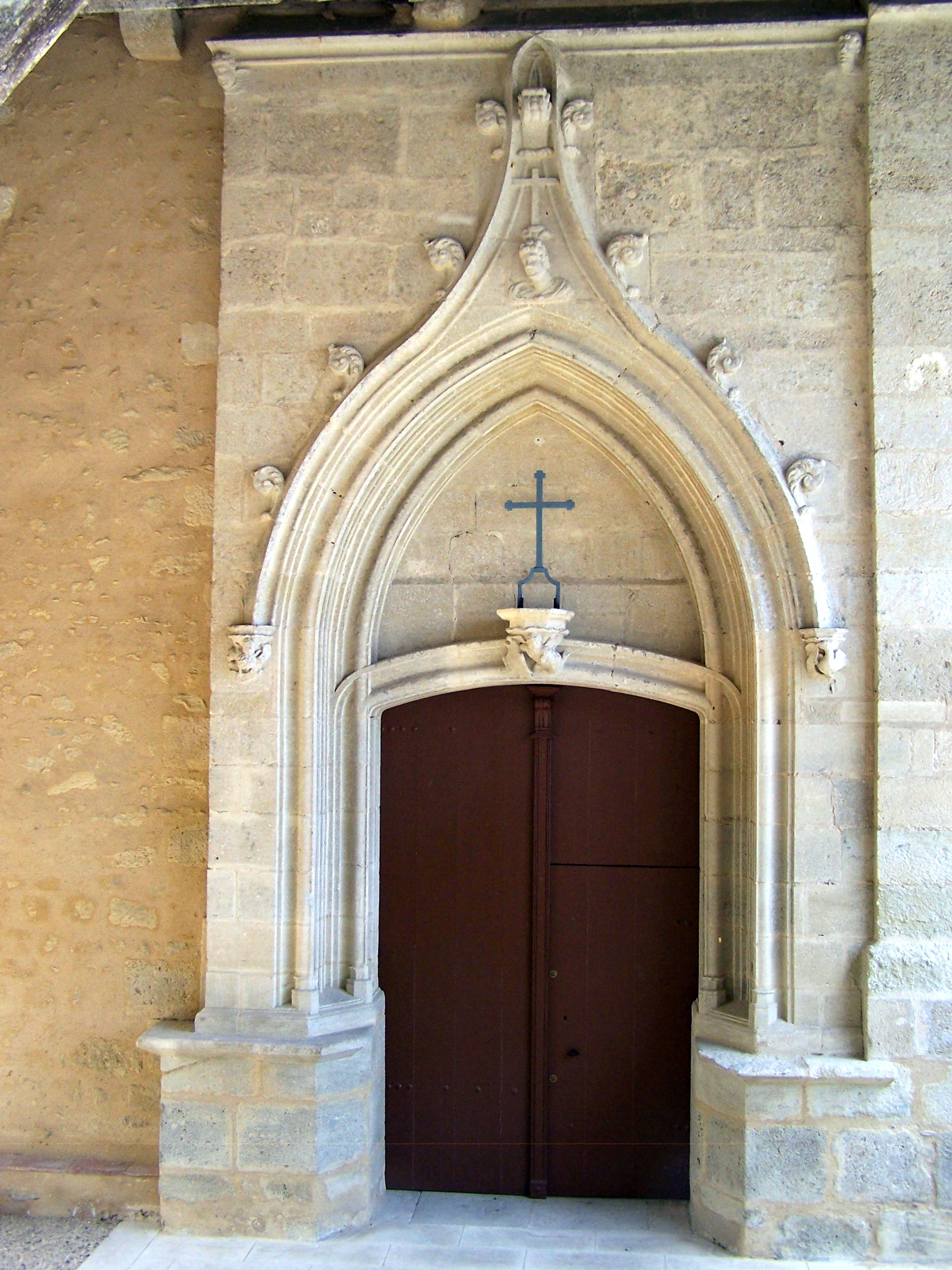
La porte de l'église, objet de l'inscription MH (août 2010)
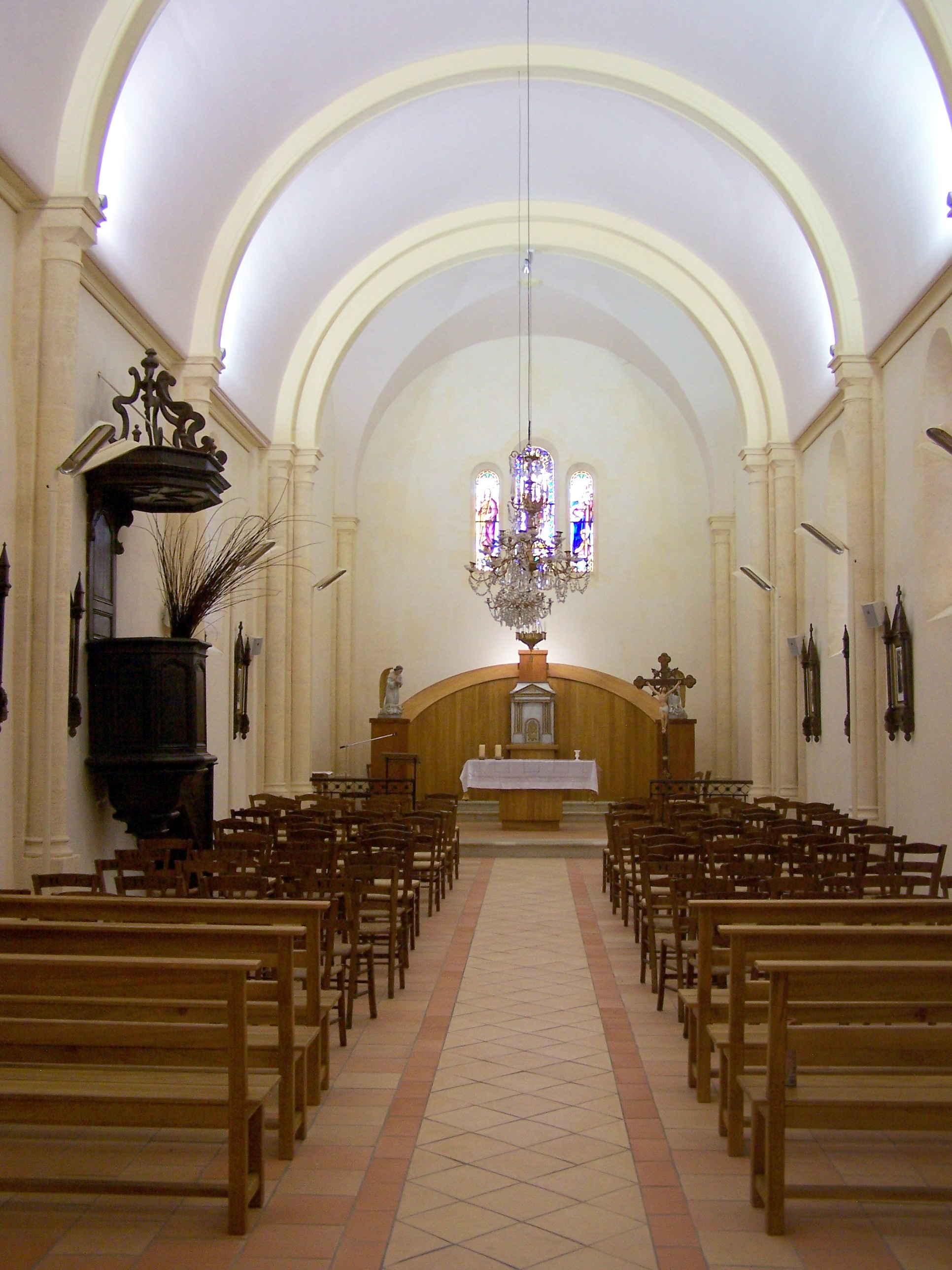
La nef de l'église (août 2010)
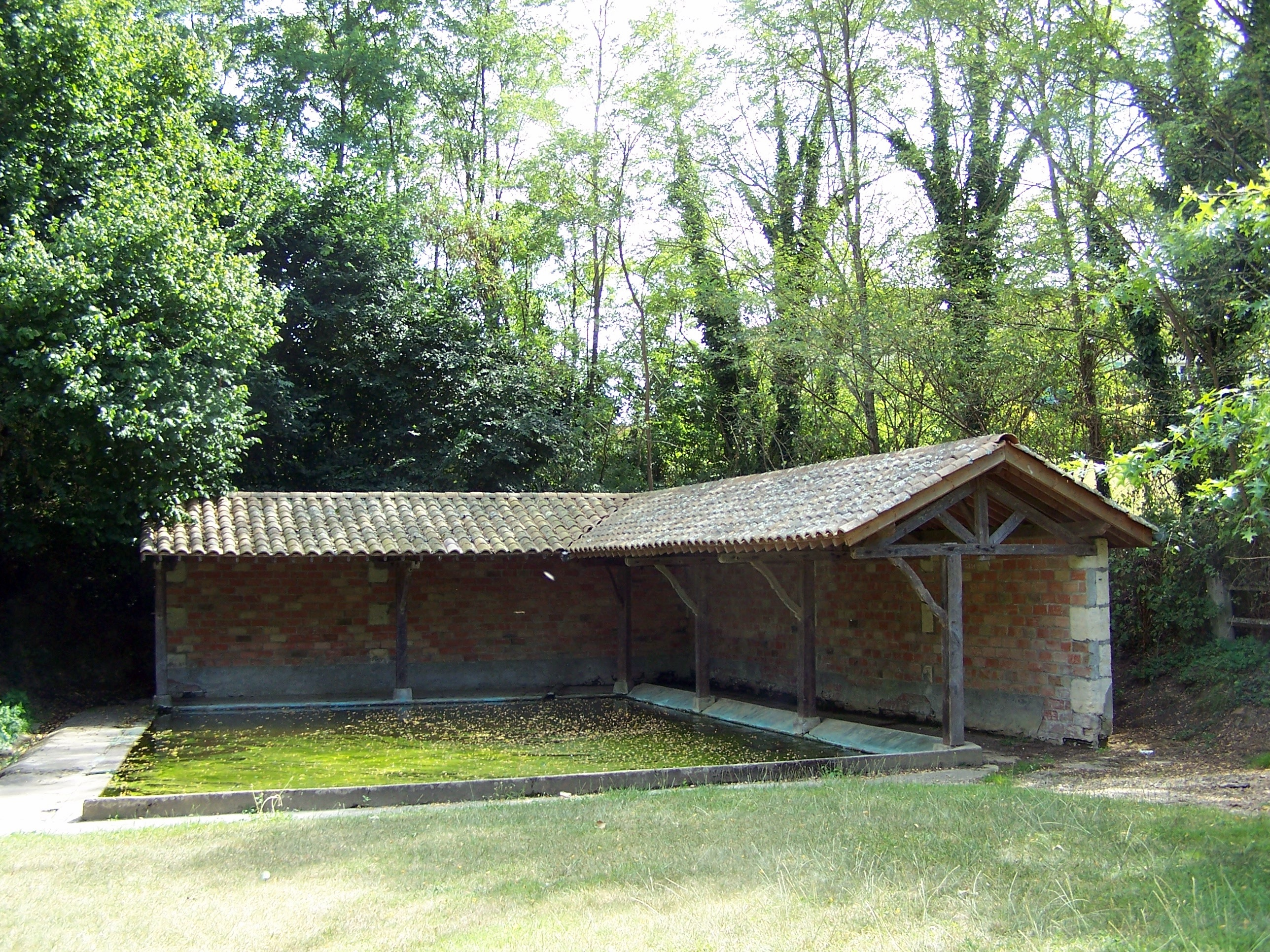
Le lavoir du village (août 2010)
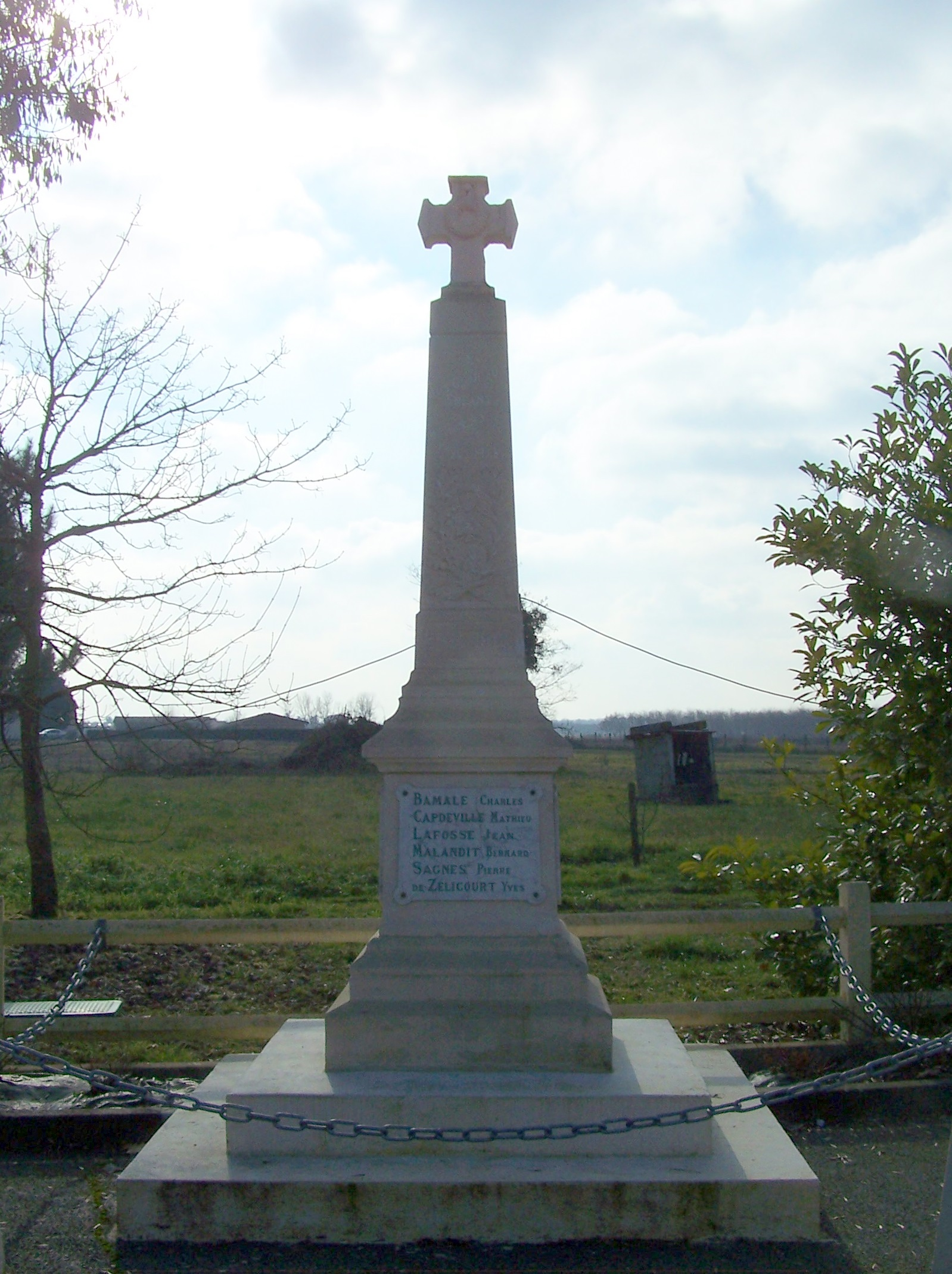
Le monument aux morts (janv. 2010)